# Absberg
Absberg è un comune tedesco di 1 462 abitanti situato nel land della Baviera.

## Frazioni
- Absberg (capoluogo)
- Angerhof (borgata)
- Fallhaus (disabitata)
- Griesbuck (località)
- Igelsbach (località)
- Kalbensteinberg (parrocchia)
- Müssighof
- Schellhof (disabitata)
- Spagenhof (disabitata)
- Ziegelhütte (disabitata)